# Иббин-Семъан
Иббин-Семъан (араб. أبين سمعان‎) — небольшой город на северо-западе Сирии, расположенный на территории мухафазы Халеб. Входит в состав района Эль-Атариб. Является административным центром одноимённой нахии.

## Географическое положение
Город находится в западной части мухафазы, к югу от горного хребта Джебель-Семъан, на высоте 310 метров над уровнем моря.

Иббин-Семъан расположен на расстоянии приблизительно 27 километров к западу-юго-западу (WSW) от Алеппо, административного центра провинции и на расстоянии 283 километров к северо-северо-востоку (NNE) от Дамаска, столицы страны.

## Население
По данным официальной переписи 2004 года численность населения города составляла 6220 человек (3177 мужчин и 3043 женщины).

## Транспорт
Ближайший гражданский аэропорт — Международный аэропорт Алеппо.